# Pergalumna rugosala
Pergalumna rugosala är en kvalsterart som först beskrevs av Ewing 1909.  Pergalumna rugosala ingår i släktet Pergalumna och familjen Galumnidae. Inga underarter finns listade i Catalogue of Life.